# Скуратов, Иван Фёдорович
Иван Фёдорович Скура́тов (1879—1951) — русский и советский актёр театра и кино. Заслуженный артист РСФСР (1937). Лауреат Сталинской премии первой степени (1941).

## Биография
И. Ф. Скуратов родился 13 (25) июня 1879 года в селе Хмелевое Валковского уезда Харьковской губернии (ныне село Высокополье) в семье политического ссыльного. В 1898—1901 и 1925—1949 годах был актёром ГАМТ. Служил также в театрах Харькова (1901—1910; 1920—1922), Симферополя (1919—1920), Евпатории, Севастополя.
И. Ф. Скуратов умер 28 января 1951 года. Похоронен в Москве на Введенском кладбище.

## Фильмография
- 1930 — Право на женщину
- 1930 — Чёрные дни
- 1939 — Щорс — В. Н. Боженко
- 1940 — Старый наездник — Иван Сергеевич Трофимов
- 1943 — Кутузов — Жестянников

## Награды и премии
- Сталинская премия первой степени (1941) — за исполнение роли Боженко в фильме «Щорс» (1939)
- заслуженный артист РСФСР (1937)
- два ордена Трудового Красного Знамени (в том числе 26.10.1949[2])
- орден Красной Звезды (14.04.1944)